# Apolline de Malherbe
Apolline de Malherbe (París, 2 de junio de 1980) es una periodista francesa de televisión que trabaja en el canal de noticias BFM TV.

## Biografía
Nació en el XVI Distrito de París, hija del pintor Guy de Malherbe y de la galerista Marie-Hélène de La Forest-Divonne. Es parte de la familia Malherbe, una histórica familia de la nobleza francesa.
Se declara católica practicante y es madre de cuatro hijos.

## Formación
Después de sus estudios de letras, cursa un máster en sociología política en Instituto de Estudios Políticos de París y un máster en servicio público, ese mismo año. Comprometida políticamente con la izquierda, apoyó la candidatura de Jean-Pierre Chevènement en 2002. Durante esta campaña, Apolline de Malherbe formó parte del «polo republicano», grupo de reflexión donde se encuentran personalidades de formaciones políticas y de sensibilidades diversas que apoyan la candidatura de Chevènement.
Durante sus estudios, efectuó varias prácticas laborales que confirmarán su gusto por el periodismo. Las primeras las realiza en el Ouest-France, en la redacción de le Mans. También pasó dos veranos consecutivos en la redacción del periódico Le Figaro, en la redacción de política. En 2001, asiste en directo a los atentados del World Trade Center desde la corresponsalía de Le Figaro.

### Vida profesional
Pasa a integrar el equipo encargado de preparar las entrevistas políticas matinales de Christophe Barbier. En 2007, publica su primer ensayo titulado Politiques cherchent Audimat, désespérément, obra que recibe el premio del libro político Edgar Faure. Se une después al grupo NextRadioTV, pasando a ser productora en BFM radio . Durante el mismo año, pasa a BFM TV como jefa de redacción.
De 2008 a 2011, trabaja como corresponsal del canal en Washington, y en 2011 se hace conocida para el público francés al cubrir el Caso Strauss-Kahn para BFM TV y para diferentes medios de comunicación estadounidenses, como CNN o NBC.
En 2012, de regreso a Francia, se incorpora a la redacción de Canal+.
Después de un año en el canal de pago, vuelve en 2013 al programa À la maison en BFM TV como entrevistadora y comentarista política. Presenta BFM Política y colabora con Jean-Jacques Bourdin en Bourdin Direct.
Paralelamente, imparte la asignatura de periodismo político en Instituto de Estudios Políticos de París.
A finales de agosto de 2020, después de la suspensión del programa matutino Bourdin Direct, retomó la franja matutina, de 6 a 8:30, con un nuevo programa titulado Apolline Matin.